# Dicaryote
 (mars 2023).
Si vous disposez d'ouvrages ou d'articles de référence ou si vous connaissez des sites web de qualité traitant du thème abordé ici, merci de compléter l'article en donnant les références utiles à sa vérifiabilité et en les liant à la section « Notes et références ».
Une cellule dicaryote est une cellule qui a deux noyaux appelé dicaryons. C'est un stade habituellement éphémère lors de la fécondation, qui suit la plasmogamie, mais il peut perdurer un certain temps chez certains champignons (notamment de nombreux eumycètes), qui développent alors des mycéliums avec des cellules dicaryotes. 